# Плямиста котяча акула струнка
Плямиста котяча акула струнка (Schroederichthys tenuis) — акула з роду Плямиста котяча акула родини Котячі акули. Інші назви «тонка плямиста котяча акула», «котяча акула-манекен».

## Опис
Стосовно розмірів цієї акули існують розбіжності: за одними вона становить 50 см, за іншими — 70 см. Проте ближче до вірного є перший варіант. Голова середнього розміру, трохи сплощена зверху. Очі мигдалеподібні, з мигальною перетинкою. За ними розташовані маленькі бризкальця. Ніздрі з носовими клапанами. Відстань між ніздрями широкий. Рот помірно широкий. Зуби дрібні, з 3 верхівками. У неї 5 пар коротких зябрових щілин. Тулуб стрункий. Осьовий скелет складається зі 108–113 хребців. Грудні плавці широкі. Має 2 спинних плавця однакового розміру, розташовані у хвостовій частині. Хвостова частина доволі тонка і витягнута. Хвостовий плавець довгий, гетероцеркальний.
Забарвлення спини сіро-коричневе. Уздовж спини (від голови до хвоста) розташовані темні сідлоподібні плями, в проміжках між якими є темні цяточки. Черево білуватого кольору.

## Спосіб життя
Тримається на глибинах від 72 до 450 м, на континентальному шельфі. Полює біля дна, є бентофагом. Живиться невеличкими ракоподібними і черевоногими молюсками та дрібною костистою рибою, кальмарами, форамініферами, губками, водоростями.
Статева зрілість у самців настає при розмірі 43 см, у самиць — 37 см. Це яйцекладна акула. Самиця відкладає 2 яйця.

## Розповсюдження
Мешкає від узбережжя Суринаму до центральної Бразилії, зокрема у гирлі річки Амазонка.